# Бута, Корнел
Корнел Бута (рум. Cornel Buta; 1 ноября 1977, Гэджешти, Румыния) — румынский футболист, защитник.

## Биография

### Клубная карьера
Профессиональную карьеру начал в клубе «Брашов». После играл за «Динамо» (Бухарест), «Рапид» (Бухарест) и «Национал» (Бухарест). Летом 2004 года перешёл в луцкую «Волынь». В чемпионате Украины дебютировал 20 июля 2004 года в матче против мариупольского «Ильичёвца» (3:2). Зимой 2006 года перешёл в румынский «Пандурий» из города Тыргу-Жиу. Летом 2006 года перешёл в «Политехнику» из города Яссы.
Летом 2010 года вернулся в луцкую «Волынь». В составе команды, провёл 20 матчей и забил 1 гол.

### Карьера в сборной
В сборной Румынии сыграл один матч в феврале 2000 года против Кипра (3:2).